# .cd
.cd és el codi territorial d'Internet de primer nivell (ccTLD) per la República Democràtica del Congo. Es va crear el 1997 com a substitució del codi .zr (Zaire), que va ser retirat progressivament i finalment es va eliminar el 2001.
Amb l'excepció de noms reservats com ara .com.cd, .net.cd, .org.cd i altres, qualsevol persona al món pot registrar un domini .cd pagant una quota. El domini .cd és popular (i econòmicament valuós) per coincidir amb l'abreviatura de disc compacte (altres ccTLDs similars són .fm.am, .tv, .dj, .mu, i .me. Aquest usos no convencionals dels TLDs en noms de dominis es coneixen com a domain hack.